# مهدی‌آباد (شوراب تنگزی)
مهدی‌آباد یا مهدی‌آباد۱ روستایی در دهستان شوراب تنگزی بخش مرکزی شهرستان کوهرنگ استان چهارمحال و بختیاری ایران است.

## جمعیت
بر پایه سرشماری عمومی نفوس و مسکن در سال ۱۳۹۵ جمعیت این روستا ۲۵۰ نفر (۷۱خانوار) بوده‌است.